# When Doves Cry
"When Doves Cry" é uma canção do cantor americano Prince e o single principal de seu álbum Purple Rain. É um hit mundial e o seu primeiro single a alcançar a primeira posição nas paradas, por cinco semanas. De acordo com a revista Billboard, foi o single mais vendido do ano e foi certificado como Platina de acordo com a RIAA, com dois milhões de unidades vendidas nos EUA. Foi o último single lançado por um artista solo para receber essa certificação antes que os requisitos de certificação fossem reduzidos em 1989.

A canção foi na posição 52 na lista da revista Rolling Stone das 500 canções mais importantes de todos os tempos e está incluída nas 500 canções que formaram o rock and roll do Rock and Roll Hall of Fame.
Após a morte de Prince, a canção foi recolocada no quadro da Billboard Hot 100 na posição oito, sua primeira aparição no top 10 desde a semana que termina em 1 de setembro de 1984. A partir de 30 de abril de 2016, vendeu 1.385.448 cópias no United Estados.

## Presença em Trilha Sonora
A canção foi amplamente difundida no Brasil, quando integrou a trilha sonora internacional da telenovela "Vereda Tropical", exibida pela Rede Globo entre julho de 1984 e fevereiro de 1985.